# Villines Mill
 (janvier 2021).
Le Villines Mill – ou Old Boxley Water Mill – est un moulin à eau américain situé dans le comté de Newton, dans l'Arkansas. Protégé au sein de la Buffalo National River, il est inscrit au Registre national des lieux historiques depuis le 31 juillet 1974.